# Valamonsaari (ö, lat 63,11, long 27,61)
Valamonsaari är en ö i Finland. Den ligger i sjön Kevätön och i kommunen Siilinjärvi i den ekonomiska regionen  Kuopio ekonomiska region  och landskapet Norra Savolax, i den centrala delen av landet, 400 km norr om huvudstaden Helsingfors. Öns area är 0,4 hektar och dess största längd är 140 meter i öst-västlig riktning.